# Creston, Iowa
Creston là một thành phố thuộc quận Union, tiểu bang Iowa, Hoa Kỳ. Năm 2010, dân số của thành phố này là 7834 người.

## Dân số
Dân số qua các năm:
- Năm 2000: 7597 người.
- Năm 2010: 7834 người.